# Berg Mountains
Die Berg Mountains (russisch Горы Лева Берга Gory Lewa Berga) sind eine Gruppe aus einem Berg und zwei Gebirgskämmen an der Oates-Küste des nördlichen Australischen Antarktis-Territoriums. Sie ragen 22 km südlich des Kap Buromski auf der Krylow-Halbinsel.
Luftaufnahmen entstanden bei der US-amerikanischen Operation Highjump (1946–1947), bei einer sowjetischen Antarktisexpedition im Jahr 1958 und einer 1959 durchgeführten Kampagne im Rahmen der Australian National Antarctic Research Expeditions. Die Wissenschaftler der sowjetischen Expedition, die der Formation auch einen Besuch aus der Luft abstatteten, benannten sie nach dem sowjetischen Geographen Lew Berg (1876–1950). Das Antarctic Names Committee of Australia (ANCA) übersetzte diese Benennung am 19. November 1963 ins Englische.